# Никола Карановић
Никола Карановић (Пркоси код Босанског Петровца, 14. децембар 1914 — Сплит, 22. новембар 1991) био је учесник Народноослободилачке борбе, генерал-пуковник ЈНА и народни херој Југославије.

## Биографија
Рођен је 14. децембра 1914. године у селу Пркоси код Босанског Петровца, у земљорадничкој породици. Основну школу завршио је у Кулен Вакуфу, 1927. године. До 1929. бавио се земљорадњом, а потом је отишао у Подофицирску школу, коју је завршио 1931. године. Од тада је био подофицир у Југословенској војсци.
Априлски рат га је затекао у Словенији, на дужности командира вода митраљеске чете. Након пораза југословенске војске, вратио се у родни крај.
У првим данима оружаног устанка 1941, постао је командант одреда Човка. Децембра 1941. године, примљен у Комунистичку партију Југославије.
Септембра 1941. године постављен је за заменика команданта Босанскопетровачког батаљона. У априлу 1942. године, постао је командант Петог крајишког одреда, а августа 1942. године први командант Треће крајишке пролетерске бригаде, коју је водио до августа 1943. године, када је отишао на дужност команданта Десете крајишке дивизије. Јануара 1944. године, ступио је на дужност заменика команданта Петог босанског корпуса, а крајем године постао је командант истог корпуса.
Као командант Босанскопетровачког батаљона, у јануару 1942, у Меденом Пољу, заједно са својим борцима победио је надмоћније италијанске снаге. У јуришу бораца био је рањен рафалом пушкомитраљеза. Иако погођен с неколико метака, брзо се опоравио и вратио у борбени строј.
Као командант Треће крајишке бригаде учествовао је у многим борбама у току Четврте и Пете непријатељске офанзиве. Бригада је добила похвалу од Врховног команданта, Јосипа Броза Тита, за одбрану рањеника у бици на Неретви. Прењ, Дрина, Ифсар, Сутјеска, Илијаш и многа друга места, попришта су тешких борби које је бригада водила у току свих офанзива.
После рата био је командант дивизије, корпуса и армије и на другим високим дужностима. Завршио је Вишу војну академију. Био је генерал-пуковник у резерви.
Преминуо је 22. новембра 1991. године у Сплиту.
Носилац је Партизанске споменице 1941. и многих југословенских и страних одликовања, међу којима је пољски Гринвалдов крст другог реда. Орденом народног хероја одликован је 20. децембра 1951. године.